# Тимошенко, Андрей Станиславович
Андре́й Станисла́вович Тимоше́нко (род. 21 апреля 1972, Фергана, Узбекская ССР, СССР) — офицер Вооруженных сил Российской Федерации, Герой Российской Федерации.

## Биография
Родился 21 апреля 1972 года в городе Фергана, Узбекская ССР.
В 1993 году окончил Рязанское высшее воздушно-десантное командное училище. Службу проходил в 98-й, 7-й гвардейских воздушно-десантных дивизиях и в 10-м отдельном парашютно-десантном полку в должностях от командира взвода до начальника штаба парашютно-десантного батальона.
Полковник А. С. Тимошенко принимал участие в вооружённых конфликтах в Чеченской Республике и Абхазии.
В 2001 году он поступил, а в 2003 году окончил Общевойсковую академию. После чего назначен заместителем командира 247-го десантно-штурмового полка 7-й гвардейской десантно-штурмовой дивизии (город Ставрополь). С 2007 года — командир 285-го учебного парашютно-десантного полка 242-го учебного центра подготовки младших специалистов Воздушно-десантных войск (Омск). С 2011 по 2013 гг. — в связи с организационно-штатными мероприятиями назначен заместителем командира 35-й отдельной гвардейской мотострелковой бригады. С ноября 2013 по февраль 2015 года командовал 149-м гвардейским мотострелковым полком 201 военной базы.
С 22 сентября 2023 атаман Сибирского казачьего войска.

## Подвиг
В 1994 году сводный батальон 98-й гвардейской воздушно-десантной дивизии был направлен в командировку в Чеченскую Республику для наведения конституционного порядка. С 31 декабря 1994 года по 1 января 1995 года парашютно-десантный батальон вошёл в город Грозный. Лейтенант Андрей Тимошенко был назначен командиром штурмовой группы.
2 января 1995 года лейтенант А. С. Тимошенко получил приказ: в ночь с 12 на 13 января 1995 года штурмовать здание Совета министров, уничтожить ночной караул, захватить наиболее важные командные пункты боевиков. В 5 часов утра начался штурм здания. На пути штурмовой группы уничтожались ночные караулы, тем самым очищая проход для главных сил батальона. После этого группа получила задание устроить засаду на противоположной стороне здания Совета министров, препятствуя подходу новых сил боевиков. Десять боевиков было уничтожено. Группа выполнила задачу без потерь — таков итог того боя.

## Награды
Указом Президента России от 6 марта 1995 года за мужество и героизм, проявленные при выполнении специального задания, гвардии лейтенанту Тимошенко Андрею Станиславовичу присвоено звание Героя Российской Федерации с вручением медали «Золотая Звезда».